# Perú en la clasificación de Conmebol para la Copa Mundial de Fútbol de 1958
La Selección de fútbol del Perú fue una de las nueve selecciones de fútbol que participaron en la clasificación de Conmebol para la Copa Mundial de Fútbol de 1958, en la que se definieron los representantes de Conmebol para la Copa Mundial de Fútbol de 1958, que se desarrolló en Suecia.

## Sistema de juego
Para la Copa Mundial de Fútbol de 1958 de Suecia, la Conmebol disponía de 3 plazas de las 16 totales del mundial. por lo que un total de 9 selecciones se disputaron las 3 plazas.
Los 9 equipos se repartieron en tres grupos formados con tres equipos cada uno. El primer clasificado de cada grupo se clasificaba automáticamente para el mundial. Si dos equipos empataban a puntos se desempataba teniendo en cuenta la diferencia de goles acumulada, y en caso de persistir el empate, ambos equipos deberían jugar un partido en campo neutral, para decidir el que se obtenía la clasificación finalmente. Pero al final jugaron 8 equipos porque Venezuela se retiró de la competición por la dictadura de Marcos Pérez Jiménez.

## Tabla final de posiciones
| Selección | Pts. | PJ | PG | PE | PP | GF | GC | Dif. |
| --------- | ---- | -- | -- | -- | -- | -- | -- | ---- |
| Argentina | 6    | 4  | 3  | 0  | 1  | 10 | 2  | +8   |
| Paraguay  | 6    | 4  | 3  | 0  | 1  | 11 | 4  | +7   |
| Brasil    | 3    | 2  | 1  | 1  | 0  | 2  | 1  | +1   |
| Uruguay   | 5    | 4  | 2  | 1  | 1  | 4  | 6  | -2   |
| Bolivia   | 4    | 4  | 2  | 0  | 2  | 6  | 6  | 0    |
| Perú      | 1    | 2  | 0  | 1  | 1  | 1  | 2  | -1   |
| Chile     | 2    | 4  | 1  | 0  | 3  | 2  | 10 | -8   |
| Colombia  | 1    | 4  | 0  | 1  | 3  | 3  | 8  | -5   |

## Partidos

### Grupo 1
| Selección     | Pts. | PJ | PG | PE | PP | GF | GC | Dif |
| ------------- | ---- | -- | -- | -- | -- | -- | -- | --- |
| Brasil        | 4    | 2  | 1  | 1  | 0  | 2  | 1  | +1  |
| Perú          | 1    | 2  | 0  | 1  | 1  | 1  | 2  | -1  |
| Venezuela (R) | 0    | 0  | 0  | 0  | 0  | 0  | 0  | 0   |

#### Local
| 21 de marzo de 1957 | Perú              | 1:1 (0:0) | Brasil    | Estadio Nacional, Lima                                            |                                                                   |
|                     | Alberto Terry 38' |           | Indio 47' | Asistencia: 50, 000 espectadores Árbitro(s): Washington Rodríguez | Asistencia: 50, 000 espectadores Árbitro(s): Washington Rodríguez |

#### Visitante
| 13 de marzo de 1957 | Brasil   | 1:0 (1:0) | Perú | Estadio Maracaná, Río de Janeiro                                   |                                                                    |
|                     | Didi 11' |           |      | Asistencia: 120, 000 espectadores Árbitro(s): Washington Rodríguez | Asistencia: 120, 000 espectadores Árbitro(s): Washington Rodríguez |

## Jugadores
Jugadores que participaron en la Copa Mundial 1958:
| Nombre               | Posición      | Clubes                    |
| -------------------- | ------------- | ------------------------- |
| Rafael Asca          | Portero       | Sporting Cristal          |
| Víctor Salas         | Defensa       | Universitario de Deportes |
| Guillermo Delgado    | Defensa       | Alianza Lima              |
| Víctor Benítez       | Mediocampista | Alianza Lima              |
| Luis Calderón        | Mediocampista | Sport Boys                |
| Guillermo Fleming    | Mediocampista | Deportivo Municipal       |
| Miguel Loayza        | Mediocampista | Ciclista Lima             |
| Alberto Terry        | Mediocampista | Universitario de Deportes |
| Roberto "Tito" Drago | Delantero     | Deportivo Municipal       |
| Daniel Ruiz La Rosa  | Delantero     | Universitario de Deportes |
| Carlos Lazón         | Delantero     | Alianza Lima              |
| Juan Seminario       | Delantero     | Deportivo Municipal       |
| Óscar Gómez Sánchez  | Delantero     | Alianza Lima              |
| Juan Joya            | Delantero     | Alianza Lima              |
| Máximo Mosquera      | Delantero     | Sporting Cristal          |
| Dante Rovai          | Delantero     | Sporting Cristal          |
| Valeriano López      | Delantero     | Mariscal Castilla         |